# Иидзука, Такаси
Такаси Иидзука (яп. 飯塚 隆 Иидзука Такаси) — японский геймдизайнер, сценарист и глава компании Sonic Team.

## Карьера

### Начало карьеры
Его первой работой в Sega была игра Sonic the Hedgehog 3 в качестве дизайнера. Позже он помогал разрабатывать игру Sonic R. В Японии он был ведущим дизайнером для игры Nights into Dreams…. Был руководителем и возглавлял команду разработчиков для создания Sonic Adventure (его идеей являлось создать игру серии Sonic the Hedgehog в жанре RPG).

### Работа в Sega Studio USA
В 1999 году он и часть сотрудников Sonic Team переехали в Сан-Франциско, чтобы основать Sega Studio USA. Команда работала над международным выпуском Sonic Adventure. После этого его команда начали разрабатывать свои собственные игры, где он был руководителем и ведущим дизайнером для таких игр, как Sonic Adventure 2, Sonic Heroes, Shadow the Hedgehog, Nights: Journey of Dreams, Sonic Rivals и Sonic Rivals 2 (совместно с компанией Backbone Entertainment).

### Настоящее время
В 2008 году Sega Studio USA была поглощена обратно с Sonic Team Japan. В настоящее время он является главой Sonic Team, а также продюсером серии игр Sonic the Hedgehog.

## Игры, в разработке которых принимал участие
| Название                                             | Год       | Роль                                                                              | Примечание                          |
| ---------------------------------------------------- | --------- | --------------------------------------------------------------------------------- | ----------------------------------- |
| Golden Axe III                                       | 1993      | Планирование игры                                                                 | В титрах указан как Iiz             |
| Sonic the Hedgehog 3                                 | 1994      | Дизайнер                                                                          |                                     |
| Sonic & Knuckles                                     | 1994      | Дизайнер                                                                          |                                     |
| Nights into Dreams…                                  | 1996      | Ведущий дизайнер                                                                  |                                     |
| Christmas Nights                                     | 1996      | Дизайнер                                                                          |                                     |
| Sonic 3D                                             | 1996      | Дизайнер                                                                          |                                     |
| Sonic Jam                                            | 1997      | Руководитель                                                                      |                                     |
| Sonic R                                              | 1997      | Руководитель по дизайну                                                           |                                     |
| Sonic Adventure                                      | 1998      | Руководитель, дизайнер персонажей и уровней                                       |                                     |
| ChuChu Rocket!                                       | 2000      | Поддержка проекта                                                                 |                                     |
| Sonic Adventure 2 (Battle)                           | 2001      | Руководитель, дизайнер персонажей, уровней и боссов                               |                                     |
| Sonic Advance                                        | 2001      | Особая благодарность                                                              |                                     |
| Sonic Mega Collection/Sonic Mega Collection Plus     | 2002/2004 | Особая благодарность                                                              |                                     |
| Sonic Adventure DX: Director’s Cut                   | 2003      | Дизайнер в «Mission Mode»                                                         |                                     |
| Sonic Heroes                                         | 2003      | Руководитель, дизайнер персонажей, дизайнер уровней, руководитель игровых роликов |                                     |
| Sonic Gems Collection                                | 2005      | Особая благодарность                                                              |                                     |
| Shadow the Hedgehog                                  | 2005      | Руководитель, дизайнер, сценарист, супервайзер                                    |                                     |
| Sonic Riders                                         | 2006      | Координатор по музыке                                                             |                                     |
| Sonic the Hedgehog                                   | 2006      | Особая благодарность, тестирование игры                                           |                                     |
| Sonic Rivals                                         | 2006      | Руководитель, дизайнер, продюсер                                                  |                                     |
| Sonic and the Secret Rings                           | 2007      | Особая благодарность                                                              |                                     |
| Sonic Rivals 2                                       | 2007      | Руководитель, дизайнер, сценарист, продюсер                                       |                                     |
| Mario & Sonic at the Olympic Games                   | 2007      | Генеральный продюсер                                                              |                                     |
| Nights: Journey of Dreams                            | 2007      | Руководитель, дизайнер, продюсер                                                  |                                     |
| Nights into Dreams…                                  | 2008      | Супервайзер                                                                       | Версия для PlayStation 2            |
| Sonic Riders: Zero Gravity                           | 2008      | Координатор по музыке                                                             |                                     |
| Sega Superstars Tennis                               | 2008      | Особая благодарность                                                              |                                     |
| Sonic Unleashed                                      | 2008      | Особая благодарность по дизайну уровней                                           | Версия для Xbox 360 и PlayStation 3 |
| Sonic Chronicles: The Dark Brotherhood               | 2008      | Супервайзер по персонажам                                                         |                                     |
| Sonic and the Black Knight                           | 2009      | Особая благодарность                                                              |                                     |
| Mario & Sonic at the Olympic Winter Games            | 2009      | Руководитель                                                                      |                                     |
| Sonic the Hedgehog 4: Episode I                      | 2010      | Продюсер                                                                          |                                     |
| Sonic Free Riders                                    | 2010      | Сценарист                                                                         |                                     |
| Sonic Colors                                         | 2010      | Продюсер                                                                          |                                     |
| Puyo Puyo 20th Anniversary                           | 2011      | Особая благодарность                                                              |                                     |
| Sonic Generations                                    | 2011      | Продюсер                                                                          |                                     |
| Sonic the Hedgehog CD                                | 2011      | Особая благодарность                                                              | Версия 2011 года                    |
| Sonic the Hedgehog 4: Episode II                     | 2012      | Продюсер                                                                          |                                     |
| Sonic Lost World                                     | 2013      | Продюсер                                                                          |                                     |
| Puyo Puyo Tetris                                     | 2014      | Поддержка проекта                                                                 |                                     |
| Mario & Sonic at the Sochi 2014 Olympic Winter Games | 2013      | Супервайзер по персонажам                                                         |                                     |
| Super Smash Bros. for Nintendo 3DS                   | 2014      | Супервайзер                                                                       |                                     |
| Sonic Boom: Rise of Lyric                            | 2014      | Супервайзер                                                                       |                                     |
| Sonic Boom: Shattered Crystal                        | 2014      | Супервайзер                                                                       |                                     |
| Super Smash Bros. for Wii U                          | 2014      | Супервайзер                                                                       |                                     |
| Sonic Runners                                        | 2015      | Продюсер                                                                          |                                     |
| Tembo the Badass Elephant                            | 2015      | Супервайзер                                                                       |                                     |
| Sonic Boom: Fire & Ice                               | 2016      | Продюсер, супервайзер по персонажам                                               |                                     |
| Sonic Forces                                         | 2017      | Продюсер                                                                          |                                     |
| Sonic Frontiers                                      | 2022      | Продюсер                                                                          |                                     |

| Название        | Год       | Роль             | Примечание                |
| --------------- | --------- | ---------------- | ------------------------- |
| «Соник Икс»     | 2003—2005 | Супервайзер      |                           |
| Fighting Vipers | 1995/1996 | Игровой персонаж | Доступен с помощью взлома |